# Roy Pouw
Roy Pouw (Kerkenveld, 1992. június 7. –) holland motorversenyző, jelenleg a MotoGP 125 köbcentiméteres géposztályának tagja.
A sorozatban 2007-ben mutatkozhatott be, eddig összesen 2 versenyen indult.